# Ghosi
Ghosi là một thị xã và là một nagar panchayat của quận Mau thuộc bang Uttar Pradesh, Ấn Độ.

## Địa lý
Ghosi có vị trí 26°07′B 83°32′Đ / 26,11°B 83,54°Đ Nó có độ cao trung bình là 68 mét (223 feet).

## Nhân khẩu
Theo điều tra dân số năm 2001 của Ấn Độ, Ghosi có dân số 35.833 người. Phái nam chiếm 52% tổng số dân và phái nữ chiếm 48%. Ghosi có tỷ lệ 63% biết đọc biết viết, cao hơn tỷ lệ trung bình toàn quốc là 59,5%: tỷ lệ cho phái nam là 71%, và tỷ lệ cho phái nữ là 55%. Tại Ghosi, 19% dân số nhỏ hơn 6 tuổi.